# Aquacade (Satellit)
Die Aquacade-Satelliten (dt. Wasserballett) (vormals Rhyolithe) waren eine Reihe von Fernmelde-Spionagesatelliten der USA in den 1970er Jahren. Sie wurden vom NRO für die CIA betrieben. Nach Berichten war die NSA ebenfalls involviert.

## Geschichte
Das Programm, welches auch als AFP-720 und AFP-472 bekannt ist, unterliegt immer noch der Geheimhaltung. Gleichzeitig waren die Canyon-Satelliten mit einem etwas anderen technischen Schwerpunkt im Betrieb. Der ursprüngliche Name Rhyolite des Programms wurde 1975 in Folge der Enthüllung dieser Bezeichnung im Gerichtsverfahren um Christopher Boyce und Andrew Lee in Aquacade geändert. Das Aquacade-System wurde ab 1985 durch die Magnum- und ab 1995 durch die Orion/Mentor-Satelliten ersetzt.

## Aufbau
Die Rhyolite-/Aquacade-Satelliten wurden von TRW gefertigt. Sie verfügten über Empfangsantennen mit einem Durchmesser von über 10 Metern.

## Funktionsweise und Verwendung

Ein Aquacade-Satellit an der richtigen Stelle kann Signale einer terrestrischen Richtfunkverbindung empfangen.

Als Hauptzweck der Rhyolite-Satelliten wurde das Abhören sowjetischer und chinesischer Richtfunksignale genannt. Während der 1960er und 1970er Jahre wurde ein großer Teil der Langstreckentelefon- und -datenverbindungen über terrestrische Richtfunkverbindungen übertragen. Jede Station besteht dabei aus einer Parabolantenne auf einem Funkturm, die eine schmale Signalkeule zu einer Empfangsstation in der Umgebung sendet. Ein erheblicher Teil der Funkwellen verfehlt dabei die Empfangsantenne und strahlt aufgrund der Erdkrümmung in den Weltraum hinaus. Durch die Platzierung eines Satelliten an einem geeigneten Ort auf einer geosynchronen Umlaufbahn war die US-Regierung im Kalten Krieg in der Lage, sowjetische Telefonate und Telexübertragungen abzuhören. Angeblich konnten diese Satelliten bereits im Jahr 1970 annähernd 11.000 Telefonate gleichzeitig aufzeichnen, was jedoch die Kapazitäten zur Auswertung bei weitem übertraf.

## Satelliten
Es wird davon ausgegangen, dass zwischen Juni 1970 und April 1978 mindestens vier Rhyolite/Aquacade-Satelliten ins All gebracht wurden. Alle Starts erfolgten vom Startkomplex LC-13 auf Cape Canaveral mit Trägerraketen des Typs Atlas SLV-3A/Agena D. Die Nutzlastverkleidungen waren verlängert, vermutlich um die große Parabolantenne des Satelliten aufnehmen zu können.
Die Satelliten hatten eine Masse von etwa 700 kg und wurde über dem Nahen Osten oder Indonesien positioniert. Die Signale wurde an die Empfangsstation Pine Gap in Australien übermittelt und von dort verschlüsselt über einen anderen Satelliten nach Fort Meade in den USA zur Analyse weitergeleitet.
| Bezeichnung                   | Start (UTC)              | COSPAR-Bezeichnung | NORAD-ID |
| ----------------------------- | ------------------------ | ------------------ | -------- |
| OPS 5346 / AFP-720 Rhyolite 1 | 19. Juni 1970, 11:37     | 1970-046A          | 04418    |
| OPS 6063 / AFP-720 Rhyolite 2 | 6. März 1973, 09:30      | 1973-013A          | 06380    |
| OPS 4258 / AFP-472 Aquacade 3 | 11. Dezember 1977, 22:45 | 1977-114A          | 10508    |
| OPS 8790 / AFP-472 Aquacade 4 | 7. April 1978, 00:45     | 1978-038A          | 10787    |